# Durand of the Bad Lands (film 1917)
Durand of the Bad Lands è un film muto del 1917 diretto da Richard Stanton. Protagonista della storia, il noto attore Dustin Farnum affiancato dalla moglie, l'attrice Winifred Kingston. Tra gli altri interpreti, anche Tom Mix, uno dei nomi più leggendari del genere western.

## Trama
Dopo aver partecipato a un saccheggio, il bandito Dick Durand si imbatte in un gruppo di indiani che stanno attaccando dei coloni. Il suo intervento fa fuggire gli indiani ma Durand riesce a salvare solo tre bambini, unici sopravvissuti, che lui prende con sé, affidandoli poi alle cure di Molly Gore, ignara che l'uomo sia un fuorilegge ricercato.
Benché lo sceriffo sia sulle sue tracce, Durand interrompe la fuga per fermarsi a salvare una ragazza che è stata rapita dagli indiani. Dopo aver restituita la ragazza a suo padre, lo sceriffo arresta Durand. Ma Molly, venuta a sapere che la rapita era la figlia del governatore, lo sollecita a perdonare il bandito con il quale, poi, inizierà una vita nuova.

## Produzione
Nel 1925, la Fox Film Corporation ne fece un remake diretto da Lynn Reynolds che aveva come protagonista Buck Jones.

## Distribuzione
Il copyright del film, richiesto da William Fox, fu registrato il 12 agosto 1917 con il numero LP11237. 
Distribuito dalla Fox Film Corporation, il film uscì nelle sale cinematografiche statunitensi il 12 agosto 1917.